# Мејсон Маунт
Мејсон Тони Маунт (енгл. Mason Tony Mount; 10. јануар 1999) енглески је фудбалер који тренутно наступа за премијерлигашки клуб Манчестер јунајтед и репрезентацију Енглеске. Игра на позицији везног играча.

## Каријера
Мејсон је похађао академију фудбала у Челсију са 6 година. Играо је у тимовима до 18 и до 21. године истовремено где је у сезони 2016/17. постигао укупно 10 голова и 30 наступа. Први професионални уговор је потписао 2017. године са клубом у трајању од 4 године.
Маунт се придружио клубу Витесе у оквиру позајмице за једну сезону. Дебитовао је 26. августа када је ушао у игру у 77. минуту. Свој први гол за Витесе је постигао 1. октобра. Маунт је имао укупно 39 појављивања и 14 постигнутих голова за Витесе у свим првенствима пре повратка у Челси.
Маунт је отишао на још једну позајмицу у сезони 2017/18 у лиги Чемпионшип, тачније у клубу Дерби Каунти. Дана 3. августа је дебитовао у клубу и постигао свој први гол у утакмици против Рединга.
Дана 15. јула 2019. године је потписао петогодишњи уговор са Челсијем. Дебитовао је 11. августа у утакмици против Манчестер јунајтеда у Премијер лиги. Први гол у дресу плаваца је постигао у мечу против Лестер Ситија 18. августа.